# Слідкуюча система

Функціональна схема слідкуючої системи

Слідку́юча систе́ма — система автоматичного регулювання, завдання якої полягає в зміні керованої величини Y відповідно до заздалегідь невідомої функції часу, що визначається задаючим впливом r(t).
У слідкуючій системі керована величина повинна слідувати за задавальним впливом, що звичайно є повільно змінюваною, але заздалегідь невідомою функцією часу.
Одним з основних елементів слідкуючої системи є пристрій порівняння, у якому відбувається порівняння фактичної вихідної величини Y із заданим її значенням r та виробляється сигнал розузгодження {\displaystyle e=r(t)-Y}. Передача значення вихідної величини на вхід здійснюється колом від'ємного зворотного зв'язку. Оскільки за завданням керована величина повинна відповідати задаючому впливу, то розузгодження e буде похибкою слідкуючої системи, яка повинна бути досить малою. Тому сигнал e у підсилювачі-перетворювачі C підсилюється і перетворюється в інший сигнал u, який приводить у дію виконавчий пристрій P. Виконавчий пристрій змінює вихідну величину Y так, щоб зліквідувати розузгодження e.
Приклади:
- САР пристроями для обробки виробів на металорізальних верстатах за шаблонами (автоматичні копіювальні верстати);
- радіолокаційна станція, до завдань якої входить супровід об'єкта із наперед невідомим законом руху.